# معركة وانات
وقعت معركة وانات (بالإنجليزية: Battle of Wanat) في 13 يوليو 2008 عندما هاجم نحو 200 مقاتل من حركة طالبان القوات الأمريكية المتمركزة بالقرب من كوام في مقاطعة وايغل، ولاية نورستان الواقعة أقصى شرق أفغانستان. جرى الدفاع بالدرجة الأولى عن الموقع النائي من قِبل جنود جيش الولايات المتحدة بالفصيلة الثانية، والسرية المختارة، والكتيبة الثانية، وفوج المشاة 503 (مجوقل)، والفريق القتالي التابع للواء 173 مجوقل.
حاصر عناصر طالبان القاعدة النائية ومركز المراقبة التابع لها، وهاجموها من كوام والأراضي الزراعية المحيطة بها. دمروا الكثير من الذخائر الثقيلة للقوات الأمريكية واخترقوا خطوطهم ودخلوا القاعدة الرئيسية قبل أن يتم دحرهم أخيرًا من قبل المدفعية والطائرات. زعمت الولايات المتحدة أنها قتلت ما لا يقل عن 21 من مقاتلي طالبان مقابل مقتل تسعة من جنودها وجرح 27 آخرين إلى جانب إصابة أربعة جنود من الجيش الوطني الأفغاني.
وُصفت معركة وانات بأنها من بين الهجمات الأكثر دموية التي شنتها طالبان في الحرب، وهي واحدة من بين عدة هجمات على الثكنات الأمامية النائية. على النقيض من الهجمات السابقة، كالتفجيرات على جانب الطريق والكمائن العشوائية، كان هذا الهجوم منسقًا تنسيقًا جيدًا؛ إذ تمكن المقاتلون عبر مختلف الجماعات المتمردة من استهداف المعدات الرئيسية بدقة -كقاذفة الصواريخ الموجهة سلكيًا- بجهد حثيث ومنضبط.
أصبحت المعركة محور النقاش في الولايات المتحدة، مولدةً «... قدرًا كبير من الاهتمام والتدقيق بين المهنيين العسكريين والمراقبين الخارجيين...» ويرجع ذلك أساسًا إلى «العدد الكبير من خسائر التحالف ...».  فُتحت عدة تحقيقات في أحداث أدت إلى المعركة. وانتهى التحقيق الأولي في أغسطس 2008. في يوليو 2009، طلب السيناتور جيمس ويب أن يحقق الجيش الأمريكي رسميًا في المعركة والتحقيق السابق. وقد أجرى الفريق ريتشارد ناتونسكي تحقيقًا آخر في أواخر عام 2009 أدى إلى إصدار أوامر تأنيب لسلسلة القيادة. في يونيو 2010، ألغى الجيش الأمريكي التأنيب، وصرح بعدم وجود أي إهمال، وقال عن الجنود «... أنهم دافعوا بنجاح عن مواقعهم ببسالتهم ومهارتهم، وهزموا عدوًا مصممًا وماهرًا وقابلًا للتكيف».

## خلفية
في عام 2008، نشرت قوات حلف شمال الأطلسي في جنوب شرق أفغانستان دوريات بحجم تحت-سَريَّة على الحدود الباكستانية لتعطيل الإمدادات المتدفقة إلى طالبان من المناطق القبلية الخاضعة للإدارة الاتحادية في باكستان.
في يونيو، فرقة صغيرة قوامها 72 جندي، 48 أمريكي و24 أفغاني، كانت قائمة بالعمل في وانات وما حولها، وجبل كوام الذي كان مركز حكومة مقاطعة وايغال ويبعد نحو 5 أميال (8,0 كم) عن قاعدة التحالف العسكرية كامب بلسنغ. في يوليو، هاجمت طائرة هليكوبتر تابعة للجيش الأمريكي مركبات ادعت أنها أطلقت النار عليها وقتلت 17 شخصًا. زعم المحليون أن القتلى كانوا مدنيين بينهم أطباء وممرضين في عيادة محلية. أفاد الطرفان بأن قاعدة المراقبة الأمامية (إف أو بي) بيلا تعرضت لهجوم بنيران غير مباشرة. أفادت تقارير الاستخبارات أن قاعدة «إف أو بي» كانت ستُجتاح من داخلها أيضًا. وجاء الهجوم الذي شنته طائرات الهليكوبتر ردًا على إطلاق النار غير المباشر من مدفع هاون مثبت على متن سيارة بيك أب تويوتا هايلكس. ذكر البث الإذاعي الأولي لطالبان الذي تم اعتراضه أن «... سلاحًا كبيرًا [مدفع هاون] قد أصيب» وقُتل قائد طالبان. وبعد ساعات قليلة من هجوم المروحية، وتأكيد قائد السرية المختارة والقوات المشتبكة للأهداف، تغيرت تقارير إذاعة طالبان إلى «... قتلوا حارس المحل [الذي يحمل نفس اسم قائد طالبان]، ولم يلحق أي ضرر بالسلاح الكبير، وأن جميع الأشخاص الذين جرحهم العدو والقتلى في المواجهة كانوا من المدنيين».
في 8 يوليو قبل خمسة أيام من المعركة، الفصيلة الثانية من الكتيبة الثانية، وفرقة المشاة 503، والفريق المقاتل التابع للواء 173 مجوقل، شكلوا مجتمعين قاعدة دوريات المركبات (في بّي بي) كاهلر ومركز مراقبة منفصل يسمى أوب توب سايد بالقرب من وانات. غادرت الفصيلة الثانية والسرية المختارة من كامب بلسنغ بعد غروب الشمس ضمن قافلة هجومية أرضية في رحلة مدتها 90 دقيقة إلى وانات. ضمت القافلة خمس مركبات هامفي مدرعة إم1114، واحدة لكل فرقة من تشكيلات البنادق الثلاثة، ومركبة لمقر الفصيلة، والأخيرة تحتوي على تشكيلة صواريخ تاو. ثُبّتت أسلحة ثقيلة على متن مركبات الهامفي، زُودت اثنتان منها برشاشات إم2 برواننغ عيار 50، واثنتان بقاذفة قنابل أوتوماتيكية إم كاي-19 عيار 40 ملم ضمن قبة محمية لتوفير قوة نارية وحماية إضافية. كان الهدف إنشاء مركز قتالي أمامي (سي أو بّي) للتواصل مع السكان المحليين وتوفير الأمن لهم، وتنسيق 1.4 مليون دولار في مشاريع إعادة الإعمار، وتعطيل نشاط طالبان. كان من المقرر إعفاء اللواء ليحل مكانه وحدة جديدة من الجيش الأمريكي تصل في غضون أسبوعين.
تمركزت قاعدة الدوريات على حقل مفتوح طوله نحو 300 متر بعرض 100 متر محاط بمبانٍ على كلا الجانبين والتي شكلت بدورها الكوام. في 9 يوليو، وصلت فرقة من ستة مهندسين بواسطة طائرة هليكوبتر من طراز شينوك. جَلبوا جرافة طراز بوبكات وحاوية شحن تحمل معدات هندسية. عزز الجنود القاعدة مستغلين التضاريس الموجودة، وأكياس الرمل، والأسلاك الشائكة، واستخدموا الجرافة لملء عدد من حواجز هيسكو (أكياس رمل بحجم جدار) حول مواقع الفرق الثلاثة وإنشاء حفرة إطلاق نار لمدافع الهاون الكبيرة عيار 120 ملم. غير أن الجرافة انهارت ليوم واحد، ولم تتمكن من وضع حواجز بارتفاع 7 أقدام (2.1 متر)، إنما وصلت فقط لارتفاع 4 أقدام (1.2 متر) ما جعلها عرضة لنيران البنادق أو الصواريخ  المباشرة للمهاجمين. حفرت القوات العديد من التحصينات والخنادق بالمجارف اليدوية. إن بعض المناطق قيد الإعداد وقت الهجوم كانت ما تزال محمية بمجرد حاجز من أسلاك كونسرتينا بدون ثكنات أو أوتاد؛ أي مُدَّ السلك على الأرض ببساطة.
الشركة الأفغانية المتعاقد معها لجلب معدات البناء الثقيلة أخرت وصولها حتى 13 يوليو. وتقرر أن تكون عمالة الجنود -بمساعدة فرقة مهندسين وجرافات بوبكات للتحميل الأمامي الموجودة مسبقًا في بيلا- جيدة كفايةً لإعداد دفاع أولي في الأيام الستة ريثما تصل المعدات الأثقل. اعتُبر عدد الرجال في القاعدة كافيًا لعملية الدفاع في ضوء تقديرات الاستخبارات التي خمنت عدد قوات المتمردين في المنطقة المحلية بنحو 150 مقاتلًا خبيرًا، لكنهم لم يعرفوا أن المهاجمين ستدعمهم جماعات حرب العصابات الأخرى من المناطق المجاورة البعيدة مثل باكستان وكشمير. رغم اعتقادهم أنه من الممكن أن تتعرض القاعدة للهجوم أثناء إعداد المخيم، فقد رأوا أنه أمر مستبعد. أشار رقيب الفصيل دزويك في وقت لاحق «كنت أتوقع نيران مضايقة من أي جهة من الأرض المرتفعة. ولم أكن أعتقد أن القرية نفسها ستسمح للقوات المسلحة الأفغانية بتحويل قريتهم إلى ساحة معركة».
لاحظ الجنود في القاعدة علامات إنذار، كمجموعات من الرجال يراقبون عملية البناء من القرية المجاورة التي كانت أعلى ارتفاعًا من الثكنة الأمامية، ومجموعات أخرى تتحرك عبر الجبال القريبة. في اجتماع عشاء في القرية، قال قروي للأمريكيين أن عليهم أن يطلقوا النار على أي رجل يُشاهد في الجبال، وسألهم فيما إذا كانت الأشعة فوق البنفسجية الأمريكية تراقب الجوار. في اليوم السابق للهجوم، بدأ المسلحون بدفق المياه عبر خندق للري يغذي حقلًا غير مستخدم لخلق ضوضاء خلفية تحجب أصوات المقاتلين المتقدمين.